# Tanzboden (bergstopp i Schweiz)
Tanzboden är en bergstopp i Schweiz.   Den ligger i distriktet Wahlkreis See-Gaster och kantonen Sankt Gallen, i den östra delen av landet, 130 km öster om huvudstaden Bern. Toppen på Tanzboden är 1 443 meter över havet, eller 84 meter över den omgivande terrängen. Bredden vid basen är 1,0 km.
Terrängen runt Tanzboden är huvudsakligen kuperad, men söderut är den bergig. Runt Tanzboden är det ganska glesbefolkat, med 27 invånare per kvadratkilometer.. Närmaste större samhälle är Ebnat-Kappel, 4,8 km norr om Tanzboden. 
Omgivningarna runt Tanzboden är en mosaik av jordbruksmark och naturlig växtlighet.